# Шасањ (Пиј де Дом)
Шасањ (фр. Chassagne) насеље је и општина у централној Француској у региону Оверња, у департману Пиј де Дом која припада префектури Исоар.
По подацима из 2011. године у општини је живело 87 становника, а густина насељености је износила 5,42 становника/km². Општина се простире на површини од 16,06 km². Налази се на средњој надморској висини од 950 метара (максималној 1.252 m, а минималној 622 m).

## Демографија
| 1962. | 1968. | 1975. | 1982. | 1990. | 1999. | 2011. |
| ----- | ----- | ----- | ----- | ----- | ----- | ----- |
| 189   | 155   | 143   | 124   | 113   | 109   | 87    |

График промене броја становника у току последњих година